# Pterolophia kalisi
Pterolophia kalisi är en skalbaggsart som beskrevs av Stefan von Breuning 1968. Pterolophia kalisi ingår i släktet Pterolophia och familjen långhorningar.
Artens utbredningsområde är Sulawesi. Inga underarter finns listade i Catalogue of Life.